# Kanton Toulouse-10
Der Kanton Toulouse-10 ist seit 1973 ein französischer Wahlkreis im Arrondissement Toulouse im Département Haute-Garonne in der Region Okzitanien; sein Hauptort ist Toulouse. 

## Gemeinden
Der Kanton besteht aus neun Gemeinden und einem Teil der Stadt Toulouse mit insgesamt 61.667 Einwohnern (Stand: 1. Januar 2022) auf einer Gesamtfläche von 79,07 km²:
| Gemeinde           | Einwohner 1. Januar 2022 | Fläche km² | Dichte Einw./km² | Code INSEE | Postleitzahl                             |
| ------------------ | ------------------------ | ---------- | ---------------- | ---------- | ---------------------------------------- |
| Balma              | 17.431                   | 16,59      | 1.051            | 31044      | 31130                                    |
| Beaupuy            | 1.225                    | 5,84       | 210              | 31053      | 31850                                    |
| Drémil-Lafage      | 2.622                    | 12,49      | 210              | 31163      | 31280                                    |
| Flourens           | 2.073                    | 9,74       | 213              | 31184      | 31130                                    |
| Mondouzil          | 213                      | 4,09       | 52               | 31352      | 31850                                    |
| Mons               | 1.851                    | 7,32       | 253              | 31355      | 31280                                    |
| Montrabé           | 4.322                    | 5,23       | 826              | 31389      | 31850                                    |
| Pin-Balma          | 1.029                    | 6,63       | 155              | 31418      | 31130                                    |
| Quint-Fonsegrives  | 6.059                    | 7,38       | 821              | 31445      | 31130                                    |
| Toulouse           | 24.842                   | 3,76       | 6.607            | 31555      | 31000, 31100, 31200, 31300, 31400, 31500 |
| Kanton Toulouse-10 | 61.667                   | 79,07      | 780              | 3124       | –                                        |

1. ↑   Nur der östliche Teil der Gemeinde, der Rest verteilt sich auf die Kantone Toulouse-1, Toulouse-2, Toulouse-3, Toulouse-4, Toulouse-5, Toulouse-6, Toulouse-7, Toulouse-8, Toulouse-9 und Toulouse-11.

Bis zur landesweiten Neuordnung der französischen Kantone im März 2015 bestand der Kanton nur aus einem Teil der Gemeinde Toulouse. Er besaß einen anderen INSEE-Code als heute, nämlich 3145.